# Innerbalen
Innerbalen ist der südliche Teil der Gemeinde Saas-Balen im Kanton Wallis in der Schweiz mit den beiden Weilern Bidermatten und Tamatten.
Von jeher gehört Innerbalen zur Pfarrei St. Bartholomäus Saas-Grund. Die Kinder gehen in die Schulen (Kinder-, Primar- und Orientierungsschule) der Gemeinde Saas-Grund.
Koordinaten: 46° 8′ N, 7° 56′ O; CH1903: 638110 / 109440